# Equivalenza (traduzione)
L'equivalenza è, nell'ambito degli studi della traduzione, la natura della relazione tra il testo di partenza e il testo di arrivo. Dagli anni ottanta del Novecento è stata oggetto di studi approfonditi e vari studiosi ne hanno fornito diverse interpretazioni e proposto varie classificazioni. Per questo motivo non esiste una definizione univoca del concetto di equivalenza.

## Evoluzione del concetto tra il 1950 e il 1980

### Vinay & Darbelnet
Jean-Paul Vinay e Jean Darbelnet, studiosi francesi, considerano che l'equivalenza sia qualcosa quasi intrinsecamente culturale.
Secondo Vinay & Darbelnet, l'equivalenza è una procedura che replica la stessa situazione dell'originale, mentre usando una formulazione completamente diversa. Viene quindi utilizzata ad esempio per tradurre espressioni fisse come idiomi, proverbi o cliché in cui le unità della lingua fonte e lingua target che hanno poca o nessuna somiglianza esterna sono usate per tradursi l'un l'altro.
In inglese si usa il termine "ouch!", mentre in francese, una resa letterale del suono non sarebbe di alcuna utilità per il lettore. Invece, l'equivalente di "ouch!" in francese è "aïe!". Entrambe le parole indicherebbero immediatamente ai lettori che c'è un certo livello di dolore coinvolto.

### Roman Jakobson
Roman Jakobson, uno dei maggiori linguisti del XX secolo, esamina le questioni chiave della traduzione interlinguistica (traduzione tra due diverse lingue scritte), in particolare il significato linguistico e l'equivalenza.
Jakobson segue la relazione stabilita da Saussure tra il significante (il segnale parlato e scritto) e il significato (il concetto significato). Insieme, il significante e il significato formano il segno linguistico, ma quel segno è arbitrario o immotivato.
La questione complicata di equivalenza nel significato tra parole in diverse lingue è quella che normalmente non esiste una piena equivalenza tra le unità di codice. Jakobson dà l'esempio di ‘cheese' in inglese, che non è identico al ‘syr' russo (o anzi il ‘queso' in spagnolo, il ‘Käse' in tedesco, ecc.) dal momento che l'unità di codice russa non include il concetto di ricotta. In russo, sarebbe ‘tvarok' e non ‘syr'.
Affinché il messaggio sia "equivalente" nel testo fonte e testo target, le unità di codice saranno diverse poiché appartengono a due diversi sistemi di segni (lingue).
Da un punto di vista linguistico e semiotico, Jakobson affronta il problema dell'equivalenza con la seguente, ormai famosa, definizione: l'equivalenza nella differenza è il problema chiave del linguaggio e della linguistica. Nella discussione di Jakobson, il problema del significato e dell'equivalenza si concentra quindi sulle differenze nella struttura e nella terminologia delle lingue piuttosto che sull'incapacità di una lingua di rendere un messaggio che è stato scritto in un'altra lingua verbale. Quindi, il russo può ancora esprimere il pieno significato semantico del ‘cheese' anche se lo scompone in due concetti separati.

### Eugene Nida
Un nuovo approccio all'equivalenza è stato proposto dal linguista americano Eugene Nida. La sua teoria si basava sul suo lavoro pratico sulla traduzione della Bibbia e è stata esposta in due opere degli anni sessanta: Toward a Science of Translating (1964) e The Theory and Practice of Translation (1969) scritta in collaborazione con C. R. Taber. Il suo contributo più notevole alla teoria linguistica è stato il concetto di equivalenza dinamica e formale.
In primo luogo, Nida descrive vari approcci scientifici al significato e passa dalla vecchia idea che una parola ortografica abbia un significato fisso a una definizione funzionale di significato, in cui la parola acquisisce significato attraverso il suo contesto e, secondo la cultura, può produrre reazioni diverse. Successivamente, Nida abbandona i termini precedenti come la traduzione "letterale", "libera" e "fedele" e presenta una idea di due tipi di equivalenza: (1) equivalenza formale e (2) equivalenza dinamica.
1. L'equivalenza formale si focalizza sul messaggio stesso, sia nella forma che nel contenuto. Il messaggio nella lingua del ricevente deve corrispondere il più fedelmente possibile alle strutture grammaticali e ai dettagli lessicali del testo originale. L'equivalenza formale, o corrispondenza formale quindi è orientata verso il linguaggio e la cultura del testo fonte.
2. L'equivalenza dinamica o funzionale si basa su ciò che Nida chiama "il principio dell'effetto equivalente", dove la relazione tra ricevente e messaggio deve essere la stessa che quella che esisteva tra lettore della lingua di origine e il messaggio.[7] Il messaggio deve essere adattato alle esigenze linguistiche alle aspettative culturali del lettore target e essere orientata alla espressiome più naturale. "Naturalezza" è un requisito chiave per Nida.  In generale, Eugene Nida considera l'obiettivo dell'equivalenza dinamica come la ricerca dell'equivalente naturale in lingua target più vicino a un messaggio del testo fonte.[7][8] Questo approccio orientato ai riceventi presuppone l'adattamento della grammatica, del vocabolario e dei riferimenti culturali per raggiungere la naturalezza in testo target; il linguaggio del testo target non dovrebbe avere interferenze da parte della lingua originale e "l'estraneità" del testo deve essere ridotta al minimo.[7] Successivamente questo approccio fu criticato dai teorici della traduzione orientati alla conservazione della cultura del testo fonte.

Sulla base della sua teoria, Nida presenta i quattro fondamentali requisiti della traduzione: (1) rispettare il senso, (2) trasmettere lo spirito del testo fonte, (3) raggiungere una forma di espressione semplice e naturale, (4) produrre una risposta simile a quella del lettore del testo di origine.
Eugene Nida ha portato la teoria della traduzione dalla disputa stagnante "traduzione letterale contro libera" nell'epoca moderna. I suoi concetti di equivalenza formale e dinamica hanno messo il ricevente al centro e hanno avuto un'enorme influenza sui teorici successivi, specialmente in Germania.

### John Catford
John Catford si inserisce nel dibattito riguardante la natura del concetto di equivalenza, ovvero se essa sia prescrittiva o descrittiva. Il teorico si allinea con la percezione di equivalenza come un fenomeno empirico. Inoltre, nel volume A Linguistic Theory of Transation (1965), sulla base di un approccio linguistico alla traduzione, stabilisce una definizione di equivalenza, che risulta nella distinzione fra:
- equivalenza testuale, secondo cui testo di arrivo deve essere un equivalente del testo di partenza;[2]
- corrispondente formale, che invece indica la sostituzione di elementi della lingua di partenza con elementi che appartengono ad una stessa categoria nella lingua di arrivo[10].

In generale, il parere di Catford è che la traduzione consista nel sostituire gli elementi del testo di partenza con l'equivalente più adatto nel testo di arrivo, e che questa equivalenza sia misurabile. Dunque, sempre secondo il pensiero di Catford, uno dei fondamentali scopi dello Studio della Traduzione deve essere la definizione di natura e condizioni dell'equivalenza.

### Tipologie di equivalenza secondo Otto Kade
Otto Kade, linguista tedesco e importante rappresentante della Scuola di studi sulla traduzione a Lipsia, si occupò della teoria dell'equivalenza e nell'opera „Zufall und Gesetzmässigkeit in der Übersetzung" (1968) ne propose quattro tipologie:
1. Totale: si riferisce alla corrispondenza che esiste fra due termini in due lingue differenti
2. Facoltativa: si ottiene quando un termine può corrispondere a molti altri in una lingua diversa
3. Approssimativa: quando esiste una corrispondenza parziale tra un termine in una lingua e un termine in una seconda lingua
4. Nulla: quando non c'è nessuna corrispondenza

### Juliane House
Juliane House è una linguista tedesca esperta di traduzione. Attualmente è presidente dei programmi linguistici e direttore del dottorato in linguistica applicata alla Hellenic American University.

#### Il modello di valutazione della qualità della traduzione di House
In traduzione, un testo scritto in una lingua viene trasformato in un testo in un'altra lingua che abbia lo stesso significato dell'originale. Se e come l'equivalenza funzionale può essere raggiunta, dipende da due diversi tipi di traduzione individuati da House: la traduzione manifesta e quella nascosta.
Il modello originale (1977) è stato oggetto di critiche che House ha affrontato nella sua versione successiva. Di seguito è presentato il modello più recente del 1997.
Il modello coinvolge un sistematico confronto del "profilo testuale" del testo di partenza (TP) e del testo di arrivo (TA). Il modello comparativo si concentra sulla realizzazione dei due testi attraverso mezzi lessicali, sintattici e testuali. I mezzi testuali si riferiscono a:
- dinamica tematica: struttura tematica e coesione;
- collegamento clausale: additivo (e, in aggiunta), avversativo (ma, tuttavia), ecc.;
- legame iconico: parallelismo delle strutture.

Il modello proposto consente di classificare la qualità di una traduzione sulla base di un confronto sistematico tra TP e TA. Il parametro di confronto è il registro, che consente di individuare genere, tipo di informazioni trasmesse e relazione tra mittente e destinatario. Le discordanze tra TP e TA consentono di distinguere una 'traduzione nascosta' da una 'traduzione manifesta'. La prima mantiene la stessa funzione comunicativa dell'originale ed è realizzata come se il testo fosse stato redatto originariamente nella lingua di arrivo. La seconda è riconoscibile dalla presenza di differenze socioculturali tra i destinatari del TP e del TA che rendono necessari degli adattamenti.
Secondo House, gli elementi che costituiscono il registro sono:
- campo (o argomento): ciò di cui tratta il testo.
- tenore: fornisce informazioni sui partecipanti posizione sociale, personale e intellettuale dell'interlocutore, sulla sua collocazione temporale e geografica.
- modo: individua il canale e il grado di partecipazione tra mittente e destinatario, distinguendo quindi il parlato dallo scritto nel primo caso e il monologo dal dialogo nel secondo.

#### Traduzione manifesta e traduzione nascosta
Una traduzione manifesta (overt translation) è una versione del testo di partenza che non si propone di essere una copia dell'originale. Traduzioni manifeste sono quelle del discorso politico di Winston Churchill dopo la Seconda guerra mondiale, che era un discorso legato a una specifica cultura di partenza e a uno specifico periodo e contesto storico, nonché le traduzioni di opere letterarie, che sono collegate alle loro culture di origine. Tuttavia, la funzione del testo di partenza e quella del testo di arrivo non possono essere le stesse, perché i mondi del discorso in cui operano sono diversi. Una traduzione manifesta è, come il nome stesso suggerisce, volutamente una traduzione; non vuole essere un secondo originale. La lingua nella traduzione esplicitante può vedere alcune parole straniere interposte alle parole della lingua di arrivo. In conclusione, una traduzione esplicitante è un'entità ibrida sia da un punto di vista linguistico che da un punto di vista psicolinguistico.
La situazione cambia radicalmente nel caso della traduzione nascosta (covert translation). House la definisce come una traduzione che nella lingua di arrivo gode dello status di testo originale. In questo tipo di traduzione il testo originale non è particolarmente legato alla cultura e al pubblico del testo di partenza; al contrario, sia il testo di partenza che quello di arrivo si rivolgono apertamente ai rispettivi lettori. Una traduzione implicita si definisce tale in quanto non è in nessun modo contrassegnata pragmaticamente come traduzione, ma appare come un testo creato da zero. Si potrebbe dire che un testo originale e la sua traduzione implicita differiscono "solo accidentalmente" nelle rispettive lingue. Esempi di traduzione implicita sono tutti i testi "pronti all'uso": istruzioni, circolari commerciali, pubblicità, testi giornalistici e scientifici. Le traduzioni nascoste presentano spesso piccoli problemi di traduzione legati alla lingua e alla cultura. Per risolverli il traduttore deve tener conto dei diversi presupposti culturali. Deve quindi ricreare un evento linguistico equivalente riproducendo nella traduzione la funzione dell'originale. La funzione di una traduzione nascosta è quella di "ricreare, riprodurre o rappresentare nel testo tradotto la funzione che il testo originale ha nel suo quadro linguistico-culturale e nel mondo del discorso". L'equivalenza è necessaria a livello del genere e della funzione del testo, ma il traduttore deve utilizzare quello che House chiama "filtro culturale", modificando elementi culturali e dando in questo modo l'impressione che il testo tradotto sia in realtà un testo originale. Questo può comportare cambiamenti sui livelli della lingua/testo e del registro. Spesso c'è una vera e propria distanza culturale dal testo di partenza e l'audience della traduzione implicita spesso non è a conoscenza del fatto che sta leggendo una traduzione, perché la riceve pensata come un testo di partenza.

#### Didattica della traduzione
Per molto tempo, la formazione dei traduttori si basava sull'apprendimento tramite pura emulazione di un modello traduttivo proposto, spesso dopo tentativi non guidati di traduzione individuale di testi.
La seguente citazione di House offre una descrizione di una tipica lezione di traduzione dei nostri giorni, presso le università in Europa:
"Il docente del corso, madrelingua, distribuisce un testo (il motivo della scelta di questo di solito non viene spiegato, perché spesso si tratta di un saggio letterario che il docente ha "trovato" per caso).  Il testo è pieno di trappole, il che significa che gli insegnanti non si propongono di addestrare gli studenti alla complessa e difficile arte della traduzione, ma di indurli in errore. Il testo viene quindi preparato, oralmente o in forma scritta, per le sessioni successive e poi l'intero gruppo esamina il testo frase per frase, con ogni frase letta da uno studente diverso. L'insegnante chiede soluzioni di traduzione alternative, corregge le versioni suggerite e infine presenta la frase nella sua forma finale, "corretta"... Questa procedura è naturalmente molto frustrante per gli studenti".
Dunque, secondo House, questo approccio all'insegnamento non è adeguato. Oggi, con il miglioramento dei sistemi d'istruzione, la formazione dei traduttori si è evoluta e lo studente è il centro di tale sistema. Tuttavia, la citazione di House sul metodo d'insegnamento della traduzione descrive ancora l'approccio di molti insegnanti.

## Teorie sull'equivalenza

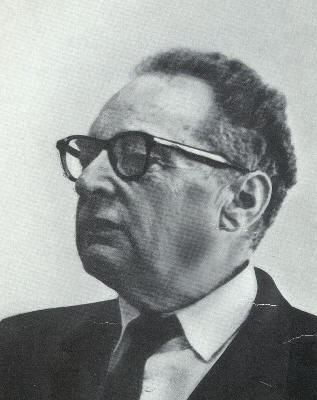
Roman Jakobson

Il linguista Roman Jakobson si è occupato del concetto di equivalenza del significato affermando che non può esserci piena equivalenza tra unità di codice portando l'esempio di formaggio in inglese (cheese), che non è identico al russo syr o allo spagnolo queso ecc. L'equivalenza, dunque, non riguarda tanto le unità di codice, quanto l'intero messaggio: è il problema cardine, poiché, appartenendo a due lingue differenti che ritagliano la realtà in modo diverso, le unità di codice stesse saranno diverse. Jakobson affronta quindi il problema del significato e dell'equivalenza analizzando le differenze nella struttura e nel vocabolario delle lingue piuttosto che sull'incapacità di una lingua di rendere un messaggio in un'altra lingua.
Nel suo approccio Eugene Nida parte invece da una definizione funzionale di significato, per cui una parola acquisisce significato attraverso il suo contesto e può produrre reazioni diverse a seconda della cultura. Nida sviluppa infatti due tipologie di equivalenza, una formale e l'altra dinamica, rifiutando i vecchi termini come traduzione "letterale", "libera" e "fedele".

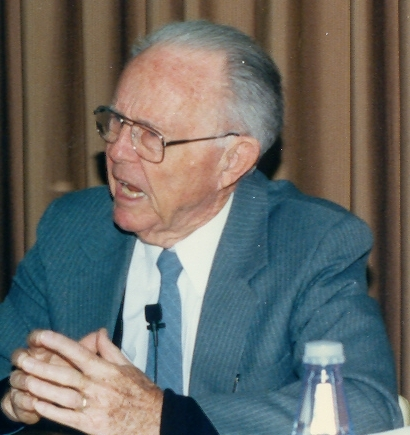
Eugene Nida

Equivalenza formale: L'equivalenza formale riguarda la struttura del testo di partenza; il messaggio nella lingua ricevente deve quindi corrispondere il più possibile ai diversi elementi della lingua lingua di partenza. Un esempio di equivalenza formale sono le glosse.
Equivalenza dinamica o funzionale: L'equivalenza dinamica, o funzionale, si basa su quello che Nida chiama "effetto equivalente", cioè una relazione tra recettore e messaggio d'arrivo che dovrebbe essere sostanzialmente simile a quella dei riceventi originali del messaggio di partenza. Il messaggio deve essere adattato alle esigenze linguistiche e alle aspettative culturali del ricevente e mira alla completa naturalezza dell'espressione.
Peter Newmark si distacca dall'equivalenza formale e dinamica di Nida, affermando che l'effetto equivalente è un'illusione. Newmark suggerisce di sostituire i vecchi termini di equivalenza formale e dinamica rispettivamente con quelli di traduzione semantica e comunicativa. La traduzione comunicativa cerca di produrre sui lettori un effetto il più possibile simile a quello ottenuto dai lettori del testo di partenza. La traduzione semantica cerca di rendere, per quanto consentito dalle strutture semantiche e sintattiche della lingua di arrivo, l'esatto significato contestuale dell'originale.
Tra i più importanti studiosi tedeschi in ambito della traduzione emerge Werner Koller, che esamina più da vicino il concetto di Äquivalenz quello di Korrespondenz, ovvero equivalenza e corrispondenza. La corrispondenza rientra nel campo della linguistica contrastiva, che confronta due sistemi linguistici e descrive differenze e somiglianze contrastanti, e i suoi parametri di riferimento sono quelli della langue di Saussure. Esempi forniti da Koller sono l'identificazione di falsi amici e di segni di interferenza lessicale, morfologica e sintattica. L'equivalenza, invece, si riferisce a voci equivalenti in determinate coppie di testi di partenza e di arrivo in contesti specifici, in cui i parametri sono quelli della parole di Saussure.
Koller descrive cinque diversi tipi di equivalenza:
1. L'equivalenza denotativa, legata all'equivalenza del contenuto extralinguistico di un testo. In altre teorie della traduzione, dice Koller, questa equivalenza è denominata 'invarianza del contenuto'.
2. L'equivalenza connotativa, dipendente invece dalle scelte lessicali, in particolare tra quasi-sinonimi. Koller parla di quella che altrove viene definita 'equivalenza stilistica'.
3. L'equivalenza testo-normativa è legata ai tipi di testo, con diversi tipi di testi che si comportano in modi diversi. Ciò trova un collegamento con il lavoro di Katharina Reiss.
4. L'equivalenza pragmatica, o 'equivalenza comunicativa', è orientata verso il significato del testo o del messaggio. Questa coincide con l'equivalenza dinamica di Nida.
5. L'equivalenza formale, derivante dalla forma e dall'estetica del testo, comprende i giochi di parole e le caratteristiche stilistiche individuali del testo di partenza. Viene anche chiamata 'equivalenza espressiva' e non va confusa con lo stesso termine usato da Nida[17].

### Tipi di equivalenza
Il dibattito sull'equivalenza in traduzione non si limita alla distinzione tra equivalenza formale e dinamica proposta da Eugene Nida (1964). Di seguito sono riportati gli altri principali tipi di equivalenza proposti da diversi studiosi nel corso del tempo.
- equivalenza stilistica (o tradizionale): definita da A. Popovič come conservazione del carattere espressivo e significato e del contenuto semantico degli elementi della LP nella LA. Il risultato è una traduzione più fedele possibile all'originale grazie alla scelta di elementi stilisticamente equivalenti nelle due lingue[19];
- equivalenza direzionale: si verifica quando la LP, oppure la LA, è la lingua madre del traduttore[20];
- equivalenza funzionale: secondo E. A. Gutt (1976), essa avviene quando la funzione di un TP viene riprodotta nel contesto specifico del TA[21];
- equivalenza linguistica: A. Popovič identifica questo tipo di relazione tra lingua di partenza e lingua di quando, nella traduzione, si realizza un'omogeneità linguistica, intesa come purezza stilistica e correttezza linguistica[22];
- equivalenza testuale: individuata da Catford come principio di funzionamento dei traduttori bilingue automatici. In questa tipologia di equivalenza un TP e un TA differiscono solo per la lingua[23];
- equivalenza sintagmatica: viene definita da A. Popovič come il mantenimento della disposizione degli elementi stilistici ed espressivi di un testo all'interno di una frase[24];
- equivalenza paradigmatica: secondo A. Popovič essa coinvolge tutte le possibilità espressive che un termine in una lingua di partenza può assumere nella lingua di arrivo scelta[25].

Un'altra distinzione utile è quella proposta da Koller, che nel 1979 ha osservato cinque tipi diversi di equivalenza:
- equivalenza denotativa: è relativa all'equivalenza del contenuto extralinguistico di un testo.
- equivalenza connotativa: concerne le scelte lessicali, specialmente quelle fra sinonimi. Koller vede questo tipo di equivalenza come una sorta di "equivalenza stilistica".
- equivalenza testo-normativa: riguarda i tipi di testo, in quanto diversi tipi di testo devono essere considerati in modi diversi.
- equivalenza pragmatica: detta anche "comunicativa", è orientata verso il recettore del testo o del messaggio. È l'equivalente dell'equivalenza dinamica descritta da Nida.
- equivalenza formale: è relativa alla forma e all'estetica del testo. Include i giochi di parole e le caratteristiche stilistiche individuali del testo di partenza. È definita anche "equivalenza espressiva", da non confondere con il senso in cui Nida utilizza questo termine.

#### L'equivalenza prescrittiva e descrittiva
Nell'argomento equivalenza, un punto molto importante è se la nozione di essa è distinta come prescrittiva o descrittiva. Secondo lo scopo dell'equivalente, prescrittivo è una condizione perfetta o l'obiettivo delle ricerche. L'equivalente descrittivo, invece, illustra le relazioni tra il testo di partenza e il testo di arrivo. Koller, quindi, distingue tra due concetti diversi: da una parte la corrispondenza, dall'altra l'equivalenza. La prima serve per assistere negli studi della lingua straniera, mentre la seconda è l'oggetto vero della traduzione. Dal suo punto di vista lo scopo del traduttore è analizzare tutte le possibili situazioni linguistiche nella lingua di partenza e nella lingua di arrivo per trovare i princìpi che governano le relazioni tra le lingue. In questo senso l'equivalente ha valore prescrittivo.
Lo stesso punto di vista è condiviso anche da Catford, che dichiara che lo scopo della linguistica è quello di trovare le "caratteristiche distintive dei significati contestuali di elementi grammaticali o lessicali".
Riassumendo, Windle e Pym concludono che l'equivalenza – descrittiva o prescrittiva – funziona come strumento per misurare la vicinanza dei testi di arrivo ai testi di partenza, aiuta a misurare la qualità della traduzione e descrive le relazioni tra le lingue di partenza e di arrivo.

## Lo schema di Koller sul principio dell'equivalenza
Il concetto di equivalenza è ancora oggi oggetto di controversie e dibattiti, poiché caratterizzato da molte sfumature e sfaccettature. Koller ha cercato di sistematizzare individuando cinque diversi tipi di equivalenza.
Il primo tipo di equivalenza è quello referenziale o denotativo, secondo il quale le parole del testo di partenza e del testo di arrivo fanno riferimento alla stessa cosa nel mondo reale.
Il secondo tipo di equivalenza, detta connotativa, si basa sull'idea che le parole e le espressioni utilizzate sia nel testo di partenza che in quello di arrivo si riferiscano agli stessi concetti e quindi suscitino immagini uguali o simili sia nella mente del lettore di partenza che in quella del lettore di arrivo, evocando di conseguenza effetti simili o uguali. Lo stesso concetto può quindi essere evocato da due espressioni completamente diverse. Alcuni esempi di equivalenza connotativa tra inglese e italiano sono: it is raining cats and dogs, ossia "piove a dirotto" o "piove a catinelle"; what goes around comes around, ossia "chi la fa, l'aspetti".
L'equivalenza testo-norma si riferisce al tipo di testo e alle sue caratteristiche linguistiche e testuali. Quando si traduce una lettera, per esempio, il traduttore deve considerare che il layout potrebbe dover essere adattato al tipo di layout che generalmente viene utilizzato per quel tipo testo nella cultura di destinazione.
Il quarto tipo di equivalenza individuato da Koller si chiama equivalenza pragmatica e si riscontra quando le parole del testo di partenza e del testo di arrivo hanno lo stesso effetto sui rispettivi lettori.
L'ultimo tipo di equivalenza suggerito da Koller è l'equivalenza formale, che si riferisce all'equivalenza delle caratteristiche estetiche e formali tra testo di partenza e testo di arrivo, come la rima, le allitterazioni, i giochi di parole ecc. Il ruolo del traduttore è anche quello di decidere a quali aspetti dare priorità, e in base a questo, scegliere come gerarchizzare i diversi tipi di equivalenza.

## L'equivalenza secondo Ernst-August Gutt
Il concetto di equivalenza espresso da Ernst-August Gutt parte dall'analisi delle teorie dell'equivalenza naturale, e si basa sulla concezione che possono essere stabiliti diversi tipi di equivalenza senza alcun tipo di limite.Pym 2007. Pertanto, secondo questa concezione, qualunque testo dovrebbe possedere una propria teoria dell'equivalenza.
Gutt, inoltre, descrive l'equivalenza direzionale come una sorta di similitudine interpretativa: per spiegare questo concetto, l'autore si basa sulle teorie formulate dal filosofo H. Paul Grice, il quale sostiene che la comunicazione avvenga mediante la relazione tra linguaggio e contesto.
Di seguito viene proposto un semplice esempio attraverso il quale Gutt esemplifica le proprie teorie; in particolare, vengono presi in considerazione tre elementi: il testo di partenza (a), il contesto di partenza (b) e l'implicazione intenzionale del testo (c). L'esempio è il seguente:
(a): Maria, la porta sul retro è aperta
(b): se la porta è aperta, i ladri possono entrare
(c): dovremmo chiudere la porta sul retro.
Nel caso proposto, il rapporto tra lingua e contesto permette di comprendere che il testo di partenza non costituisce una semplice osservazione a sé stante: essa infatti sottende un'implicazione, ovvero il suggerimento relativo all'atto di chiudere la porta sul retro. Tuttavia, è anche importante sottolineare il fatto che sia necessario che il ricevente sia a conoscenza del contesto relativo al messaggio comunicato.
Da questo si evince che la teoria di Gutt rifiuta il concetto di equivalenza dinamica utilizzata da Nida. Secondo il pensiero di quest'ultimo, infatti, è il contesto a possedere una valenza maggiore, che renderebbe invece superflua l'esplicitazione delle implicazioni.

## Equivalenza naturale e direzionale secondo Pym
Anthony Pym individua due tendenze all'interno delle teorie sull'equivalenza: quelle di equivalenza naturale e quelle di equivalenza direzionale. Egli attua questa distinzione per fornire un concetto più fruibile di equivalenza, che si inserisce all'interno di un dibattito in cui numerosi studiosi hanno elaborato una loro idea e teoria.
Egli definisce l'equivalenza naturale come quel processo che vede il traduttore alla ricerca di un equivalente preesistente nella lingua e cultura di arrivo. È definita naturale perché si presuppone che la parola sia già presente, e non ci sia bisogno di crearne una nuova. Basti pensare alla parola Friday in inglese, che ha un esatto equivalente in italiano, ovvero venerdì. In questo senso si tratta di un tipo di equivalenza che risulta essere "naturale", infatti, la corrispondenza tra le due parole esisteva prima che il traduttore procedesse alla traduzione. L'equivalenza direzionale indica invece quel processo che prevede la possibilità per il traduttore di creare equivalenti nuovi. Si chiama "direzionale" perché si può andare da un termine A presente nel testo di partenza ad un termine B presente nel testo di arrivo ma non si può svolgere il processo inverso, perché non ci si ritroverebbe al punto di partenza; il termine infatti assumerebbe un significato leggermente diverso. L'equivalenza direzionale prevede che il traduttore possa scegliere tra diversi equivalenti della lingua di arrivo e implica di fatto una maggiore libertà per il traduttore stesso. Tutte le teorie che riconoscono diversi tipi di equivalenza sono secondo Pym direzionali, come ad esempio la distinzione che Nida fa tra equivalenza formale e dinamica. Pym sottolinea però che questi due tipi di equivalenza possono essere presenti all'interno dello stesso testo o addirittura nel pensiero di uno unico studioso. Per esempio, Vinay e Darbelnet riconoscono non solo i prestiti e i calchi (equivalenza direzionale) come strategie traduttive, ma anche altri procedimenti che mantengono di fatto un'equivalenza naturale.

## Critiche alle teorie sull'equivalenza
Una delle prime critiche alle teorie sull'equivalenza viene mossa da Katharina Reiss. Reiss parte dalla suddivisione di Bühler delle funzioni linguistiche per individuare le tipologie testuali: testo informativo, testo espressivo, testo vocativo e testo audiovisivo. Il lavoro di Reiss è importante perché sposta la teoria della traduzione al di là della considerazione dei livelli linguistici inferiori, delle mere parole sulla pagina, al di là anche dell'effetto che esse creano, per portarla alla considerazione dello scopo comunicativo.
Mary Snell-Hornby considera l'equivalenza un concetto "inadeguato", mostrando attraverso i suoi studi che l'idea di simmetria tra le lingue (inevitabilmente alla base della nozione di equivalenza) è semplicemente illusoria. L'approccio di Snell-Hornby, definito "approccio integrato", cerca di integrare un'ampia varietà di concetti linguistici e letterari diversi.
Mary Snell-Hornby con il suo "approccio integrato" cerca di riunire e sistematizzare le teorie proposte nel tempo, escludendo però da queste il concetto di equivalenza, considerata inadatta come concetto di base nella teoria della traduzione. A detta di Pym, uno degli aspetti più notevoli di questo approccio era proprio il numero di elementi esclusi: Snell-Hornby riduce gli innumerevoli e notevoli studi portati avanti negli anni ad una semplice e inconcludente "accesa discussione" sull'opposizione parola/senso. La cosa interessante, tuttavia, è il tentativo portato avanti di evidenziare dove il paradigma dell'equivalenza non avesse funzionato, cosa che Toury o Vermeer, ad esempio, non avevano fatto.
Snell-Hornby riconosce che tale paradigma aveva originariamente superato il conflitto tra strategie di traduzione "fedeli" e "libere" e che, nel corso degli anni settanta, il termine inglese "equivalenza" era diventato sempre più approssimativo e vago fino a diventare del tutto privo di significato, mentre in ambito tedesco aveva assunto caratteri sempre più statici e unidimensionali. Il concetto di equivalenza aveva creato un'illusione di simmetria tra lingue mentre distorce la visione dei problemi alla base della traduzione, come testimonia la stessa mancanza di equivalenza tra il termine equivalence e quello tedesco Äquivalenz.
Per Pym emergono diversi problemi in relazione al concetto di equivalenza: innanzitutto, se il termine "equivalenza" fosse davvero polisemico (Snell-Hornby sosteneva infatti di aver individuato cinquantotto diversi tipi negli usi tedeschi del termine), come si può essere così sicuri che crei un'illusione di simmetria tra le lingue? Pym si chiede da dove Snell-Hornby abbia tratto quest'idea, considerando teorie come quella di Seleskovitch, dove si sostiene che l'equivalenza funzionale sia tanto più facile da raggiungere quanto più le lingue sono diverse, o il concetto di equivalenza dinamica di Nida, che presuppone sostanziale asimmetria linguistica, o ancora, la proposta di Koller, che si basava sullo studio dell'equivalenza sul piano della parole, lasciando alla linguistica comparata tutta la questione delle simmetrie o dissimmetrie a livello delle diverse langue. Sembra dunque che Snell-Hornby abbia presentato una gamma limitata di utilizzi, proiettando su questi una propria idea e pensando poi che tutti gli altri avessero la stessa illusione di simmetria.
Sebbene le critiche degli anni ottanta abbiano aperto nuove strade, sembra che queste abbiano fatto poco per comprendere la logica dei paradigmi precedenti. Un approccio più comprensivo consisterebbe nell'includere tali considerazioni in qualcosa di simile alla definizione di Gutt di traduzione diretta come un enunciato che crea una presunzione di completa somiglianza interpretativa. Piuttosto che costringere qualsiasi traduttore a diventare un "cercatore di equivalenze", come scriveva Mossop, occorrerebbe riconoscere ma non necessariamente giustificare un'illusione che permette alle traduzioni - e ai traduttori - di funzionare.
La teoria dello skopos di Hans J. Vermeer considera la traduzione come essenzialmente dipendente dal suo scopo e dalla sua situazione nella cultura d'arrivo. Concentrarsi sullo scopo di un testo significava essere orientati al testo di arrivo piuttosto che al testo di partenza. La teoria dello Skopos mette così in secondo piano l'equivalenza concentrandosi sullo scopo di un testo e la sua funzione. I punti cardini della teoria dello skopos sono i seguenti:
1. Un'azione traduttiva (translation) è determinata dallo skopos
2. Una traduzione è un'offerta di informazioni (Informationsangebot) in una cultura e lingua di arrivo rispetto a un'offerta di informazioni in una cultura e lingua di partenza.
3. Un testo d'arrivo non dà inizio a un'offerta di informazioni reversibile
4. Il testo di arrivo deve essere coerente.
5. Il testo di arrivo deve essere coerente con il testo di partenza
6. queste regole seguono un ordine di importanza, lo skopos è il più importante

Un importante vantaggio della teoria dello skopos è che consente di tradurre lo stesso testo in modi diversi a seconda dello scopo del testo di partenza e dell'incarico affidato al traduttore.

## Studi sulla traduzione descrittiva
Gli studi sulla traduzione descrittiva (in inglese Descriptive Translation Studies o DTS) rappresentano un campo specifico della scienza della traduzione. In questo tipo di studi viene adottato un approccio descrittivo, interdisciplinare, empirico e orientato al testo di arrivo, focalizzandosi in modo particolare sul ruolo della traduzione a livello storico-culturale. Il termine inglese è stato coniato nei primi anni settanta dal traduttore olandese James Stratton Holmes.

### La teoria di Holmes
Holmes creò nei primi anni settanta uno schema esplicativo dei diversi campi della scienza della traduzione. L'approccio di Holmes divenne fondamentale tra gli anni ottanta e novanta.
Nel suo schema, la scienza della traduzione viene suddivisa in due rami principali: la scienza della traduzione "pura" e quella "applicata". La scienza della traduzione "pura" è suddivisa a sua volta in "descrittiva" (DTS), cioè che mira alla descrizione dei fenomeni di "traduzione" e "tradurre", e "teoria della traduzione".
Come suggerito da Holmes, il ramo degli studi della traduzione descrittivi comprende tre campi principali di traduzione: orientati al prodotto, orientati alla funzione e orientati al processo. Il primo si concentra principalmente sulla descrizione delle singole traduzioni, sulla descrizione comparativa di diverse traduzioni dello stesso testo di origine e sulla descrizione di corpus di traduzione più estesi. Gli studi orientati alla funzione prendono in esame il contesto invece che i testi tradotti, concentrandosi sull'influenza, la funzione e il valore della traduzione nel contesto di destinazione, che ora è un campo di studio della sociologia della traduzione. Gli studi orientati al processo si concentrano sullo studio di ciò che accade nella mente del traduttore mentre lavora su una traduzione, comprendendo anche lo studio dei processi decisionali più consapevoli. Il ramo degli studi della traduzione descrittivi si oppone all'atteggiamento prescrittivo trovato in molti studi di traduzione e il cui obiettivo era quello di definire regole e paradigmi per la pratica e valutazione della traduzione. D'altra parte, l'obiettivo dei DTS è "descrivere i fenomeni della traduzione e delle traduzioni come si manifestano nel mondo della nostra esperienza". Secondo la teoria dei DTS, una traduzione è "ogni enunciazione nella lingua di destinazione che viene presentata o considerata tale nella cultura di destinazione, per qualsiasi motivo". Più precisamente, per i DTS, "le traduzioni sono viste principalmente come fatti empirici della cultura di destinazione, il che implica che la ricerca sulla traduzione dovrebbe iniziare non dai testi di origine ma dai testi tradotti".

### Altre teorie sui DTS
Oltre ad Holmes, gli altri studiosi principali che hanno seguito questo ramo degli studi di traduzione sono stati Gideon Toury, Itamar Even-Zohar, Anton Popovič e André Lefevere. Tuttavia, è principalmente Toury che ha particolarmente approfondito e ampliato il concetto dei DTS. In generale, gli approcci adottati da questi diversi studiosi condividono alcune caratteristiche comuni: "le norme che regolano la produzione e la ricezione delle traduzioni; la relazione tra traduzione e altri tipi di produzione testuale; il ruolo e la collocazione delle traduzioni all'interno di una determinata cultura".

## L'equivalenza secondo Baker
Nel suo libro In Other Words: A Coursebook on Translation, pubblicato nel 1992, Mona Baker si occupa del concetto di equivalenza, affermando che questa è relativa perché viene influenzata da diversi fattori. Per questo motivo, Baker si occupa dell'equivalenza a diversi livelli: quello della parola, sovralessicale, grammaticale, tematico, strutturale, coesivo e pragmatico.

### L'equivalenza a livello di parola
L'equivalenza a livello di parola interessa il significato di singole parole ed espressioni. Baker descrive i casi in cui può verificarsi una non equivalenza, cioè quando la lingua d'arrivo non presenta un termine o un'espressione corrispondente alla lingua di partenza. Ad esempio, alcuni concetti sono culturalmente determinati, oppure nella lingua d'arrivo non esiste alcun termine per esprimerli. Inoltre, le parole della lingua di arrivo possono avere connotazioni negative o positive assenti nella lingua di partenza, oppure forme, frequenze e contesti d'uso differenti.
Baker prosegue delineando le strategie utilizzate da traduttori professionisti per ovviare a queste problematiche, come tradurre utilizzando una parola più generale, o una più neutra e meno espressiva. Altre opzioni consistono nel rimpiazzare elementi o espressioni culturalmente determinati con un termine o un'espressione che hanno un impatto simile sui lettori, aggiungere eventuali spiegazioni, perifrasi o eventualmente illustrazioni. Nel caso in cui l'elemento da tradurre non sia necessario, è possibile ometterlo.

### L'equivalenza a livello sovralessicale
L'equivalenza a livello sovralessicale interessa le collocazioni, cioè parole e frasi che tendono ad apparire in combinazione con una certa frequenza, e le espressioni idiomatiche. Le collocazioni pongono problematiche per il traduttore che, se immerso nel testo di partenza, può produrre combinazioni di frasi o parole poco idiomatiche, cioè poco naturali, nella lingua di arrivo, oppure fraintenderne il significato. Inoltre, Baker parla di una tensione fra accuratezza e naturalezza: spesso, produrre una collocazione che suoni naturale nella lingua di arrivo e che preservi il significato della lingua di partenza non è possibile, e occorre trovare il giusto compromesso fra questi due estremi.
Per quanto riguarda le espressioni idiomatiche invece, queste potrebbero non avere alcun equivalente nella lingua di arrivo, oppure avere contesti e frequenze di utilizzo differenti. Anche in questo caso, Baker propone delle strategie per ovviare al problema della non equivalenza, come ad esempio utilizzare un'espressione idiomatica simile in forma e in significato, riprodurre il significato attraverso una parafrasi, oppure omettere l'intera espressione qualora non sia necessaria.

### L'equivalenza a livello grammaticale
L'equivalenza a livello grammaticale fa riferimento alle diverse categorie grammaticali presenti in ciascuna lingua. Baker sottolinea l'importanza di studiare e conoscere le regole grammaticali tipiche della lingua di partenza e di quella di arrivo in modo tale da selezionare nel testo di arrivo la struttura grammaticale che più si avvicina, a livello di informazione, a quella del testo di partenza. Secondo l'autrice, infatti, queste differenze a livello grammaticale sono responsabili dell'aggiunta o dell'omissione di informazioni nella lingua di arrivo perché i traduttori devono spesso ovviare alla mancanza di specifici elementi grammaticali nella lingua di arrivo stessa. Le categorie grammaticali che possono creare problemi a livello traduttivo sono in particolare il genere, il numero, la persona, il tempo e il modo. A titolo esemplificativo una delle principali differenze riguardanti la persona è l'esistenza di una forma di cortesia, utilizzata in alcune lingue europee per esprimere distanza tra gli interlocutori, (in francese vous vs. tu, in italiano lei vs. tu, in tedesco Sie vs. du, in spagnolo usted vs. tu) che tuttavia non trova corrispondenza nella grammatica della lingua inglese.

### L'equivalenza a livello testuale
L'equivalenza a livello testuale riguarda in particolare il concetto di coesione. In un testo di partenza le informazioni saranno legate tra di loro seguendo i principi di coerenza e coesione, motivo per cui secondo Baker occorre analizzare la struttura tema-rema presente nel TP. Sarà compito del traduttore capire come riprodurre un testo altrettanto coeso e coerente per il pubblico di arrivo e per un determinato contesto: il traduttore potrà decidere se mantenere o meno gli stessi legami in termini di coesione e coerenza presenti nel testo di partenza. I tre principali elementi che guidano il traduttore in questa scelta sono il pubblico di destinazione, lo scopo della traduzione e la tipologia testuale.

### L'equivalenza a livello pragmatico
Baker definisce la pragmatica come "lo studio dell'uso della lingua. È lo studio del significato, non in quanto generato dal sistema della linguistica ma in quanto trasmesso e manipolato dai partecipanti a una situazione comunicativa". Ciò significa che per raggiungere l'equivalenza in traduzione è necessario prendere in considerazione in che modo venga usata la lingua in quel testo e gli elementi culturali a esso collegati.
Baker si sofferma, in particolare, sul ruolo dell'implicatura, un concetto sviluppato da Paul Grice nel 1975. L'implicatura viene definita da Baker come "ciò che viene inteso o implicato dal parlante piuttosto che ciò che viene detto". Ciò significa che il traduttore deve riporre la sua attenzione su quanto viene implicato all'interno del contesto in cui è inserito il testo e deve essere in grado di trasmettere questo messaggio nella lingua di arrivo.